# Paratheocris
Paratheocris es un género de escarabajos longicornios de la subfamilia Lamiinae. Fue descrito por Stephan von Breuning en 1938.

## Especies
- Paratheocris haltica (Jordan, 1903)
- Paratheocris lunulata (Hintz, 1919)
- Paratheocris mimetica (Aurivillius, 1907)
- Paratheocris obliqua (Jordan, 1903)
- Paratheocris olivacea Breuning, 1938
- Paratheocris similis Breuning, 1938
- Paratheocris viridis (Aurivillius, 1907)